# Pheia utica
Pheia utica là một loài bướm đêm thuộc phân họ Arctiinae, họ Erebidae.